# Józef Frydel
Józef Frydel (ur. 2 sierpnia 1934, zm. 6 stycznia 1986) – polski strzelec, medalista mistrzostw świata.
Zawodnik klubu WKS Śląsk Wrocław, jego trenerami byli m.in. Ryszard Puławski i Kazimierz Kurzawski. Był słuchaczem Wyższej Szkoły Oficerskiej Wojsk Zmechanizowanych, następnie oficerem Wojska Polskiego.
Frydel jest medalistą mistrzostw świata. Jedyny w karierze medal na zawodach tej rangi zdobył na turnieju w 1966 roku w Wiesbaden w zawodach drużynowych. Stanął na trzecim stopniu podium w pistolecie dowolnym z 50 metrów (wraz z Henrykiem Siekiem, Rajmundem Stachurskim i Józefem Zapędzkim). Na mistrzostwach Europy zdobył brązowy medal w tej samej konkurencji w 1965 roku (wraz z Maciejem Dunin-Łabędzkim, Rajmundem Stachurskim i Edwardem Szmidtem). Trzykrotnie zdobywał medal Mistrzostw Armii Zaprzyjaźnionych (srebrny w 1964 i 1967, brązowy w 1966).
W 1963 został mistrzem Polski w konkurencji pd-5 (1963), w 1969 w konkurencji pd-1 (pistoletu dowolnego).